# Казюлина, Ирина Сергеевна
Ирина Сергеевна Казюлина (р.25 марта 1995) — казахстанская спортсменка, борец вольного стиля, призёр чемпионатов Азии.

## Биография
Родилась в 1995 году. В 2013 году стала чемпионкой Азии среди юниоров. В 2018 году завоевал бронзовую медаль чемпионата Азии.